# Jan Derksen (schaatser)

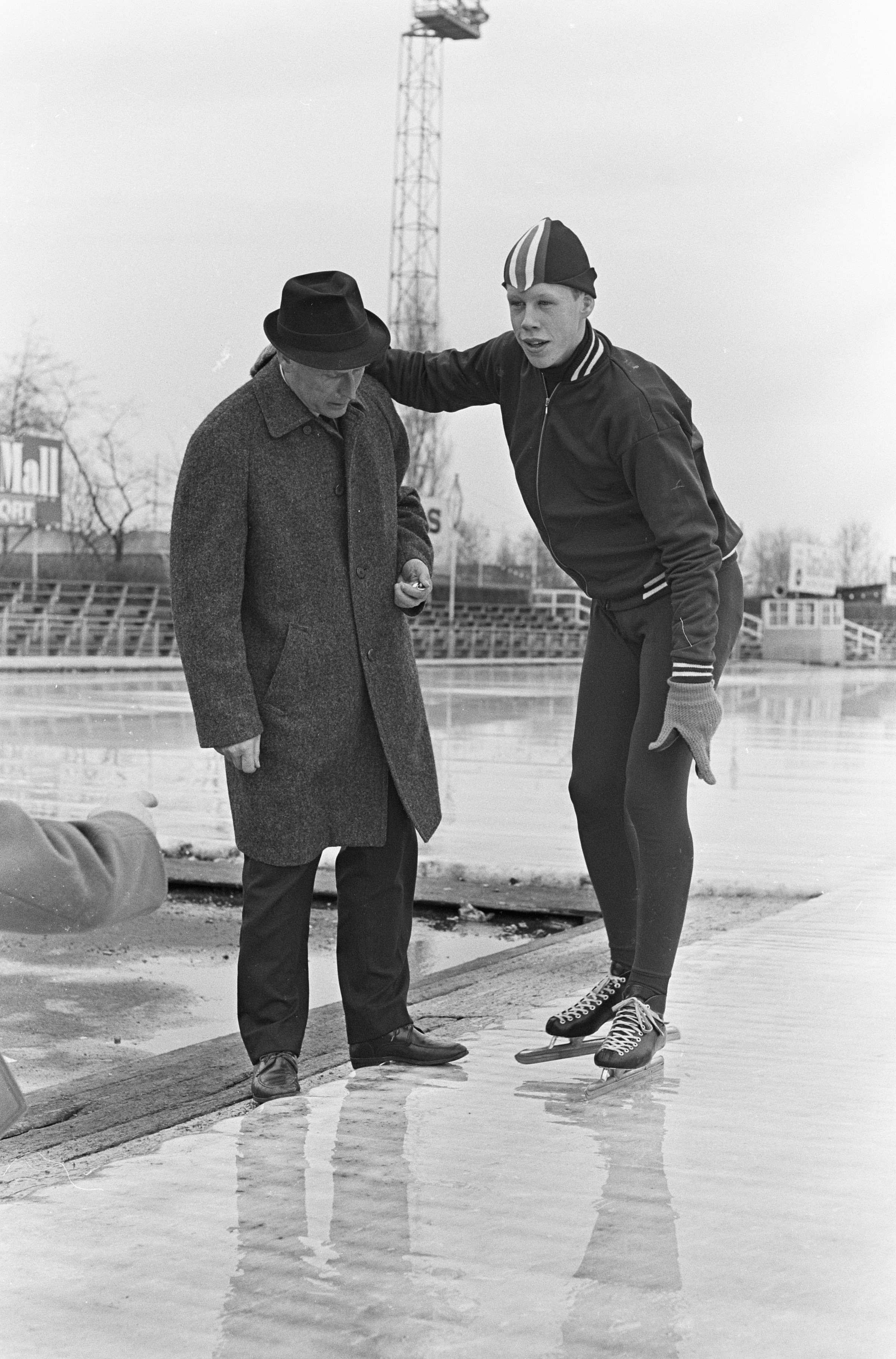
Jan Derksen senior en junior in 1967

Johannes Wilhelmus (Jan) Derksen (Amsterdam, 4 maart 1951) is een Nederlands voormalig langebaanschaatser. Hij is een zoon van wielrenner Jan Derksen.
Derksen was gespecialiseerd in de lange afstanden en maakte van 1973 tot 1978 deel uit van de nationale selectie. Hij werd zowel op het Nederlands kampioenschap allround 1974 als 1975 derde. Op het Europees kampioenschap 1973 werd hij vierde. Derksen plaatste zich voor de Olympische Winterspelen 1976 op de 5000 meter. Hij kon vanwege een griepgolf in de Nederlandse ploeg, waardoor ook Jan Bazen en Klaas Vriend afstanden moesten missen, echter niet van start gaan. In 1978 en 1979 reed hij ook marathons.
Net als zijn vader was Derksen een actief wielrenner, maar niet op professioneel niveau. Hij reed buiten het schaatsseizoen in criteriums. Derksen was werkzaam voor de fietsmerken Raleigh en Giant.

## Persoonlijke records
| Afstand      | Tijd     | Datum            | Baan                 |
| ------------ | -------- | ---------------- | -------------------- |
| 500 meter    | 40,66    | 3 januari 1978   | Madonna di Campiglio |
| 1000 meter   | 1.20,6   | 30 januari 1976  | Davos                |
| 1500 meter   | 2.02,35  | 15 januari 1977  | Davos                |
| 3000 meter   | 4.18,03  | 24 februari 1977 | Inzell               |
| 5000 meter   | 7.14,45  | 30 januari 1976  | Davos                |
| 10.000 meter | 15.10,56 | 2 maart 1975     | Inzell               |